# Ciro dos Anjos
Ciro dos Anjos, eigentlich Ciro Versiani dos Anjos (* 5. Oktober 1906 in Montes Claros, Minas Gerais; † 4. August 1994 in Rio de Janeiro) war ein brasilianischer Jurist, Journalist und Schriftsteller.

## Leben
Mit 17 Jahren ging Dos Anjos nach Belo Horizonte, um an der Universidade Federal de Minas Gerais Rechtswissenschaften zu studieren. Er beendete 1932 erfolgreich sein Studium und arbeitete einige Zeit in Belo Horizonte auch als Jurist.
Bereits während seines Studiums war Dos Anjos gelegentlich schon als Journalist tätig. 1946 gab er seine juristische Laufbahn auf und widmete sich nur noch dem Schreiben. Im Brotberuf Journalist, entstand doch mit den Jahren ein kleines – von Publikum wie auch Literaturkritik gleichermaßen – geschätztes Œuvre.
Mit Wirkung zum 1. April 1969 nahm die Academia Brasileira de Letras Ciro dos Anjos als Mitglied auf und wies ihm den Cadeira 24 zu.
Neun Wochen vor seinem 88. Geburtstag starb Ciro dos Anjos am 4. August 1994 in Rio de Janeiro und fand dort auch seine letzte Ruhestätte.

## Werke (Auswahl)
Lyrik
- Poemas coronarianos. 1964.

Memoiren
- Explorações no tempo. 1952.
- A menina do sobrado. 1979.

Romane
- O amanuense Belmiro. 1937.
- Montanha. 1950.
- Abdias. 1945.

Sachbücher
- A criação literária. 1959.